# Madalena (Lisbonne)
Pour les articles homonymes, voir Madalena.
Madalena était une freguesia (extension territoriale) de Lisbonne, l'une des dix plus petites du Portugal.
En 2012, cette freguesia fut supprimée et jointe à celle de Santa Maria Maior.

## Personnalités liées
- Manuel Luís Goucha (1954), entrepreneur et animateur de télévision